# Алексо Наумов
Алексо Настев Наумов е български революционер, деец на Вътрешната македоно-одринска революционна организация.

## Биография
Наумовв е роден в 1867 или 1877 година в демирхисарското село Радово, тогава в Османската империя. Получава основно образование работи като калфа млекар в Битоля. През май 1900 година е привлечен във ВМОРО от Аце Цветанов от Базерник и е заклет в организацията от Дамян Груев в Битоля. Действа като куриер и преносвач на оръжие. След афера от март 1902 година, когато избухва работилницата на Димче Цветанов, а Алексо Наумов и Гроздан Кузманов са арестувани. През април Алексо съумява да избяга в четата на Йордан Пиперката, с която участва в Илинденското въстание. Сражава се при Кочища и на 23 юли при Гюргейца, Карабуничко, на 10 август 1903 година при Герамидница, Церско, където загива Пиперката. След смъртта на войводата, влиза в четата на Димитър Матлиев. В края на 1903 година се завръща в родното си село.
След като Вардарска Македония попада в Сърбия в 1913 година, през 1914 година по време на Първата световна война Наумов бяга от сръбската мобилизация от Битоля в Лерин, а оттам в България. При намесата на България във войната през 1915 година Наумов влиза във 2-ри взвод, 6-а рота, 2-ра дружина на 5-и македонски полк на 11-а дивизия, под командването на Никола Кръстев. След края на войната е уволнен в Горна Джумая и се завръща в родното си село през 1918 година. След това се занимава със земеделие в Ново село. Дочаква освобождението на Вардарска Македония през 1941 година.
На 15 април 1943 година, като жител на Ново село, подава молба за българска народна пенсия, която е одобрена и пенсията е отпусната от Министерския съвет на Царство България.